# Fodergetruta
Fodergetruta (Galega orientalis) är en växtart i familjen ärtväxter. Växten har fått användning vid marksanering, eftersom dess rotsystem skapar en miljö som gynnar nedbrytning av petroleumprodukter.